# Кинески музеј науке и технологије
Кинески музеј науке и технологије, је основан 1988. године у Пекингу у Кини, „једини је свеобухватни музеј науке и технологије на националном нивоу у Кини“, према званичном веб сајту владе Пекинга.

## Историја музеја
Према кинеском Интернет информативном центру, музеј је основан 1988. године, а проширен је тек 2000. године на локацији на северном делу Пекиншког трећег кружног пута.  Његове активности су укључивале „научно-популарне изложбе, филмске емисије Астро-висион, образовне програме засноване на обуци и изложбене програме засноване на експериментима“. Као припрема за летње олимпијске игре у Пекингу 2008. године, на олимпијским локацијама започета је изградња нових зграда за музеј. Нови музеј отворен је у септембру 2009. године, са својих претходних 40.000 квадратних метара, проширен је на 48.000 квадратних метара.  Претходни музејски локалитет био је затворен неколико година пре него што је 2016. године прошао кроз обнову и проширење локалитета.

## Музеј на олимпијском локалитету
На данашњем месту музеја налазе се сталне као и привремене изложбе. Има мноштво објеката за популаризацију науке као што су: учионице, лабораторије, предаваонице, и тако даље. Укључујући четири позоришта са специјалним ефектима. 

## Превоз
Музеј се налази у олимпијском селу у Пекингу, у близини олимпијске зелене станице пекиншке подземне железнице. 